# Gigantopithecus giganteus
Gigantopithecus giganteus é uma espécie do gênero Gigantopithecus. Seus restos fósseis foram encontrados na China e no norte da Índia.